# Thierry Jacob
Thierry Jacob (ur. 8 marca 1965 w Calais, zm. 19/20 grudnia 2024 tamże) – francuski pięściarz, były mistrz świata organizacji World Boxing Council (WBC) w kategorii superkoguciej.

## Kariera zawodowa
Jako zawodowy pięściarz zadebiutował 20 października 1984 r., pokonując w sześciorundowym pojedynku rodaka Lionela Jeana. Do końca 1986 r. Jacob wygrał kolejne 17 walk, a w styczniu 1987 r. został mistrzem Francji w kategorii koguciej, zwyciężając Alaina Limarolę. 4 lipca 1987 r. Jacob otrzymał szansę walki o mistrzostwo świata IBF w kategorii koguciej. Jego rywalem był znany z nokautującego uderzenia Amerykanin Kelvin Seabrooks. Mistrz był trzykrotnie liczony, a Jacob raz. Po 10 rundach na punkty prowadził pretendent – Jacob, ale przegrał przez techniczny nokaut w 10 rundzie.
Po dwóch kolejnych wygranych pojedynkach, Jacob dostał pojedynek o mistrzostwo Europy w kategorii superkoguciej. Jego rywalem był urodzony w Hiszpanii, ale reprezentujący Francję, Fabrice Benichou. Do pojedynku doszło 30 stycznia 1988 r., a obrońca tytułu zwyciężył przez nokaut w 9 rundzie. Po kolejnych zwycięstwach, 30 września 1990 r. Jacob dostał walkę o mistrzostwo Europy w kategorii koguciej, mając za rywala byłego mistrza świata wagi muszej Duke’a McKenziego. Francuz zwyciężył jednogłośnie na punkty (119-114, 118-113, 117-113), zostając mistrzem Europy. Tytuł obronił 28 kwietnia 1991 r., pokonując na punkty Włocha Vincenzo Belcastro. 6 października obronił tytuł po raz drugi, pokonując przez poddanie w 5 rundzie Antonio Picardiego.
20 marca 1992 r. zmierzył się z Meksykaninem Danielem Zaragozą o mistrzostwo świata World Boxing Council w kategorii superkoguciej. Francuz zwyciężył jednogłośnie na punkty, odbierając rywalowi pas. Jacob nie cieszył się zbyt długo tytułem, bo ponad 3 miesiące później stracił tytuł, przegrywając przez techniczny nokaut w 2 rundzie z Amerykaninem Tracym Harrisem. Po tej przegranej otrzymał jeszcze dwie okazje do zdobycia mistrzostwa świata, ale przegrał dwukrotnie przez nokaut z Portorykańczykiem Wilfredo Vázquezem. Karierę zakończył w 1994 r.

## Życie prywatne
Thierry Jacob pochodził z rodziny z bokserskimi tradycjami. Jego ojciec – Jacques Jacob był bokserem walczącym w latach 60., ale nie odniósł dużych sukcesów. Miał też 3 braci, którzy byli zawodowymi bokserami – Stephane’a, Herve’a i Bruna. Jego syn Romain jest bokserem, który w 2006 r. zdobył złoty medal na juniorskich mistrzostwach Europy.

## Śmierć
Zmarł w Calais w nocy z 19 na 20 grudnia 2024. Przyczyną śmierci był rak płuca.